# Méricourt-l’Abbé
Méricourt-l’Abbé település Franciaországban, Somme megyében. Lakosainak száma 595 fő (2022. január 1.). Méricourt-l’Abbé Buire-sur-l’Ancre, Corbie, Heilly, Ribemont-sur-Ancre, Sailly-le-Sec, Treux és Vaux-sur-Somme községekkel határos.

## Népesség
A település népességének változása:
| Lakosok száma | 589  | 593  | 603  | 604  | 610  | 607  | 604  | 603  | 595  |
|               | 2013 | 2015 | 2016 | 2017 | 2018 | 2019 | 2020 | 2021 | 2022 |